# Heinz Müller (Fußballspieler, 1926)
Heinz Müller (* 3. August 1926 in Leipzig) ist ein ehemaliger deutscher Fußballspieler.

## Werdegang
Der Mittelläufer Heinz Müller begann seine Karriere beim VfB Leipzig. Nach dem Ende des Zweiten Weltkrieges spielte er zunächst für den MTV Gifhorn, bevor er sich im Januar 1947 dem Verein Minden 05 anschloss. Mit den Mindenern stieg er 1949 in die Bezirksklasse auf und schaffte ein Jahr später den Durchmarsch in die 2. Landesliga Westfalen. 1952 stieg Müller mit Minden 05 in die Landesliga Westfalen auf und wechselte zum VfL Osnabrück. Für die Osnabrücker absolvierte er 84 Spiele in der seinerzeit erstklassigen Oberliga Nord und erzielte dabei zwölf Tore. 1957 verließ er Osnabrück mit unbekanntem Ziel.